# يو إس إس إنديانابوليس: رجال الشجاعة
يو إس إس إنديانابوليس: رجال الشجاعة هو فيلم إثارة يتم إنتاجه في الولايات المتحدة صدر في 14 أكتوبر، 2016 في الولايات المتحدة، وهو من بطولة نيكولاس كيج وتوم سيزمور وتوماس جين ومات لانتر.

## القصة
في عام 1945، تبحر الباخرة الحربية الأمريكية انديانابوليس، بقيادة الكابتن تشارلز ماكفاي (نيكولاس كيج)، لتسليم أجزاء من القنبلة الذرية التي أستخدمت في تفجير هيروشيما خلال نهاية الحرب العالمية الثانية. واثناء إبحارها في بحر الفلبين، في 30 يوليو 1945، تم نسف الباخرة وإغراقها من قبل غواصة يابانية، مع 300 من أفراد الطاقم معها إلى أسفل بحر الفلبين، في حين حاول باقي الطاقم الخروج من السفينة، وتقطعت بهم السبل في عرض البحر لمدة خمسة أيام دون طعام أو ماء، في المياه المليئة بأسماك القرش.
من دون أي أمل لمدة خمسة أيام، أكثر من أفراد الطاقم ألتهم من قبل أسماك القرش أو مات من التسمم نتيحة شرب مياه البحر. في اليوم ال5، تم أنقاذ الطاقم من قبل طيار طائرة واجدهم بالصدفة البحتة وحاول أنقاذهم. 317 شخص فقط تم أنقاذهم من الكارثة. وقد أدانت المحاكمة العسكرية الكابتن ماكفاي واستخدامه ككبش فداء لإهمال حماية الباخرة وادان أيضا الكابتن ماكفاي على عدم المخاطرة بسفينته وعدم السير في خط متعرج على الرغم من وجود أدلة قاطعة تدعم براءة ماكفاي.

## وصلات خارجية
- يو إس إس إنديانابوليس: رجال الشجاعة على موقع IMDb (الإنجليزية)
- يو إس إس إنديانابوليس: رجال الشجاعة على موقع ميتاكريتيك (الإنجليزية)
- يو إس إس إنديانابوليس: رجال الشجاعة على موقع روتن توميتوز (الإنجليزية)
- يو إس إس إنديانابوليس: رجال الشجاعة على موقع نتفليكس (الإنجليزية)
- يو إس إس إنديانابوليس: رجال الشجاعة على موقع قاعدة بيانات الأفلام العربية
- يو إس إس إنديانابوليس: رجال الشجاعة على موقع ألو سيني (الفرنسية)
- يو إس إس إنديانابوليس: رجال الشجاعة على موقع أول موفي (الإنجليزية)
- يو إس إس إنديانابوليس: رجال الشجاعة على موقع فيلمافينيتي (الإسبانية)
- يو إس إس إنديانابوليس: رجال الشجاعة على موقع قاعدة بيانات الفيلم (الإنجليزية)
- يو إس إس إنديانابوليس: رجال الشجاعة على موقع ليتربوكسد (الإنجليزية)